# Palawanomys furvus
Palawanomys furvus es una especie de roedor de la familia Muridae.

## Distribución geográfica
Es endémica de la isla de Palawan (Filipinas).